# Brotogeris
Brotogeris é um género de periquitos da família Psittacidae.
Este género contém as seguintes espécies:
- Periquito-de-asa-dourada, Brotogeris chrysoptera
- Periquito-de-asa-azul, Brotogeris cyanoptera
- Periquito-de-queixo-laranja, Brotogeris jugularis
- Periquito-de-bochecha-cinza, Brotogeris pyrrhoptera
- Periquito-testinha, Brotogeris sanctithomae
- Periquito-verde, Brotogeris tirica
- Periquito-de-asa-branca, Brotogeris versicolurus
- Periquito-de-encontro-amarelo, Brotogeris chiriri